# Edmond Trudel
Pour les articles homonymes, voir Trudel.
(Joseph Jean) Edmond Trudel, né le 10 avril 1892 à Saint-Roch, aujourd'hui Québec, et mort le 13 septembre 1977  à Québec, est un pianiste, chef d'orchestre, professeur et compositeur québécois.

## Biographie
Né le 10 avril 1892 à Saint-Roch, aujourd'hui Québec, il a étudié au conservatoire de Paris entre 1912 et 1915 avec Félix Fourdrain, Alfredo Casella, Joaquin Nin et Lazare Lévy. Il a également pris des leçons de piano avec Alfred Cortot. À son retour au Canada en 1915, il était chantre à l'église Saint-Sauveur de Québec. De 1921 à 1928, il est de nouveau à Paris, où il orchestre avec André Caplet puis Paul Paray. Il s'installe à Montréal et y dirige des opérettes au théâtre Saint-Denis. De 1929 à 1930, il était directeur musical de la station de radio CKAK. De 1931 à 1937, il dirige plusieurs émissions de « L'Heure provinciale » ainsi que les « Syrup Symphonies ». Il fonde le Trio de Montréal avec Alexander Brott et Jean Belland. Il est également apparu comme chef d'orchestre et pianiste à la CCR puis à la SRC. Entre 1935 et 1938, il est chef d'orchestre des CSM (Orchestre symphonique de Montréal). Entre 1943 et 1956, il enseigne au Conservatoire de musique du Québec. De 1944 à 1947 et de 1950 à 1952, il est président de l'Académie de musique du Québec. Parmi ses élèves, entre autres, se trouvent Monique Fournier, François Morel, Gilles Tremblay et Ronald Turini. Il est auteur d'œuvres religieuses.